# 愛知県道124号西条清須線
愛知県道124号西条清須線（あいちけんどう124ごう にしじょうきよすせん）は、愛知県海部郡大治町から清須市に至る一般県道である。甚目寺観音付近に一方通行路がある。

## 概要

### 路線データ
- 起点：愛知県海部郡大治町大字西条
- 終点：愛知県清須市上条

## 沿革
- 1959年（昭和34年）12月15日：一般県道西条清洲線として認定。
- 2007年（平成19年）4月1日：一般県道西条清須線に改称。

## 通過する自治体
- 愛知県
  - 海部郡大治町
  - あま市
  - 清須市

## 接続する道路
- 愛知県道68号名古屋津島線（佐屋街道）（大治町西條）
- 国道302号（名古屋環状2号線）（花常交差点・大治北IC交差点間で重複）
- 愛知県道79号あま愛西線（甚目寺街道）（大治北IC交差点・苅屋橋交差点間で重複）
- 愛知県道200号名古屋甚目寺線（あま市甚目寺東大門←甚目寺郷中で重複：西行き一方通行）

甚目寺東大門→甚目寺観音東交差点のルートは東行き一方通行
- 愛知県道126号給父西枇杷島線（甚目寺観音東交差点・総合体育館北交差点間で重複）
- 愛知県道128号給父清須線（五条高校東交差点）